# Rubén Blades
Rubén Blades Bellido de Luna (Ciutat de Panamà, 16 de juliol de 1948) és un cantant, compositor, músic, actor, advocat i polític panameny que ha desenvolupat la major part de la seua carrera als Estats Units. El seu estil ha estat qualificat de salsa intel·lectual.
Des dels anys 1970 fins a l'actualitat ha gravat més de vint àlbums i ha participat com a convidat en més de 15 enregistraments amb diversos artistes de diferents gèneres i tendències. En reconeixement de la seua labor ha rebut sis premis Grammy. Per altra banda, ha participat com a actor en diverses produccions tant de Hollywood com independents.
A Blades se'l coneix com a dur crític de les dictadures de tota l'Amèrica del Sud, perquè fa referència a aquests temes en les lletres de les seues cançons, com per exemple en Desapariciones. També va ser crític de l'imperialisme dels Estats Units, com es nota en la seua cançó Tiburón. En 1994 participà en les eleccions presidencials del seu país, en les quals va quedar en tercer lloc, amb el 20 per cent dels vots, d'entre més d'una desena de candidats. En 2004 Blades va donar suport a la candidatura presidencial de Martín Torrijos (fill d'Omar Torrijos) i, una vegada que aquest va guanyar les eleccions, Blades va acceptar i exercir el lloc de ministre de Turisme en el nou govern des de 2004 fins al 2009.

## Filmografia
- The Last Fight (1983) - Andy 'Kid Clave'
- The Return of Ruben Blades (1985) - himself
- Crossover Dreams (1985) - Rudy Veloz
- Critical Condition (1987) - Louis
- Bellesa mortal (1987) - Carl Jimenez
- The Milagro Beanfield War (1988) - Sheriff Bernabe Montoya
- Homeboy (1988) - Doctor
- Dead Man Out (1989) (TV) - Ben
- Disorganized Crime (1989) - Carlos Barrios
- Heart of the Deal (1990)
- Mo' Better Blues (1990) - Petey
- The Two Jakes (1990) - Mickey Nice
- Les Lemon Sisters (The Lemon Sisters) (1990) - C.W
- Predator 2 (1990) (as Ruben Blades) - Danny "Danny Boy" Archuleta
- The Josephine Baker Story (1991) (TV) - Comte Giuseppe Pepito Abatino
- One Man's War (1991) (TV) - Perrone
- Crazy from the Heart (1991) (TV) - Ernesto Ontiveros
- The Super (1991) - Marlon
- Miracle on Interstate 880 (1993) (TV) - Pastor Beruman
- Life with Mikey (1993) (no surt als crèdits) - Angie's Dad
- A Million to Juan (1994) - Bartender
- El color de la nit (Color of Night) (1994) - Lt. Hector Martinez
- Joseph & His Brothers (1993) - Rubén Blades & Strunz & Farah
- Scorpion Spring (1996) - Border Patrolman Sam Zaragosa
- L'ombra del diable (The Devil's Own)) (1997) - Edwin Diaz
- Chinese Box (1997) - Jim
- Cradle Will Rock (1999) - Diego Rivera
- Gideon's Crossing (2000) TV Series - Dr. Max Cabranes
- Tots els cavalls bonics (All the Pretty Horses) (2000) - Hector de la Rocha
- Assassination Tango (2002) - Miguel
- The Maldonado Miracle (2003) (TV) - Cruz
- Once Upon a Time in Mexico (2003) - Jorge FBI
- Imagining Argentina (2003) - Silvio Ayala
- Spin (2003) - Ernesto Bejarano
- Secuestro express (2004) - Carla's Father
- Spoken Word (2009)
- Cristiada (2011) - President Plutarco Calles
- Fear the Walking Dead (2015 -2017, 2019- en progrés) - Daniel Salazar